# Cetina (Hiszpania)
Cetina – gmina w Hiszpanii, w prowincji Saragossa, w Aragonii, o powierzchni 78,76 km². W 2011 roku gmina liczyła 677 mieszkańców.